# 金坂昌典
金坂 昌典（かねさか まさのり、1968年（昭和43年）7月4日 - ）は、日本の政治家。千葉県大網白里市長（4期）。

## 略歴
千葉県山武郡大網白里町（現：大網白里市）北今泉に産まれる。
千葉県立白里高等学校（現：千葉県立大網高等学校）を卒業。保険代理店役員。
2010年12月19日、前町長の任期満了、引退に伴う大網白里町長選挙で3人の元町議を破り初当選を果たした。2011年1月17日、大網白里町長に就任。
大網白里町は2003年に市制準備班を設置し市制施行を検討していたが、2005年国勢調査で人口要件を満たしていなかったため、いったん取り止めとなっていた経緯があった。金坂は町長当選後の2011年1月31日開催の臨時町議会にける所信表明で「2010年の国勢調査の結果によっては、市制施行を視野に入れる」と発言した。2011年2月に発表された国勢調査速報値では、大網白里町の人口は50,122人となり、市制施行の要件となる5万人を突破していた。これを受け、町民の合意形成を図るための新年度予算計上、市制準備室を設置など行う。2012年6月14日の町議会で市制へ移行する議案が賛成多数で可決され、同年7月12日は金坂が千葉県知事に「大網白里町を大網白里市とすることについて」の申請書を提出。同年10月16日には千葉県議会本会議で可決され、2013年1月1日に単独市制施行となった。
2014年12月、元市議の黒須俊隆を破り再選、2018年12月には無投票で3選を果たした。
2022年12月18日投開票の市長選挙で4選。